# An-Nil al-azraq
An-Nil al-azraq (arabisch النيل الأزرق, engl. Blue Nile, deutsch Blauer Nil), von 1991 bis 1994 al-Wusta (الوسطى, Arabisch für „Zentral“), ist ein Bundesstaat im Sudan.
Er hat eine Fläche von 45.844 km² und gemäß dem Zensus von 2008 rund 800.000 Einwohner. Seine Hauptstadt ist ad-Damazin.

## Geographie
An-Nil al-azraq wird vom Südosten nach Norden vom Blauen Nil durchflossen, dem Namensgeber für den Bundesstaat. Im Osten grenzt der Bundesstaat an Benishangul-Gumuz in Äthiopien, im Südwesten an den Südsudan.
Bei ar-Rusayris befindet sich der Roseires-Damm, der den Blauen Nil aufstaut.

## Bevölkerung
Im Süden des Bundesstaates leben Stämme, die bisher nicht arabisiert wurden. Es sind diese die Völker der Berta, Burun, Kwama und Ganza, dazwischen leben auch Oromo, die ansonsten mehrheitlich in Äthiopien ansässig sind. Jahrhundertelang waren diese Völker dem Sklavenhandel durch arabisierte Sudanesen oder Völker wie die Schilluk ausgesetzt.
In der Zeit des Unabhängigkeitskrieges der Bevölkerung des Südsudan waren sie in diesen Konflikt verwickelt, ohne eine bestimmte Rolle für eine der beiden Seiten zu spielen.

## Geschichte
Die seit 1899 zum Anglo-Ägyptischen Sudan gehörende Region bildete ab 1919 die Provinz al-Azraq. Während des Zweiten Weltkriegs wurden die Grenzstädte Kurmuk und Qeisan 1940–1941 im Rahmen des Ostafrikafeldzugs von italienischen Truppen besetzt. Die Provinz an-Nil al-azraq bestand auch nach der Unabhängigkeit der Republik Sudan (1956) weiter und umfasste zunächst auch das Gebiet der heutigen Bundesstaaten Al-Dschazira, an-Nil al-abyad und Sannar. 1974 wurde das Gebiet von al-Dschazira und an-Nil al-abyad abgespalten. Im Jahr 1991 wurde die Provinz an-Nil al-azraq in einen Bundesstaat umgewandelt und die Grenzen von 1919 bis 1974 wurden wieder hergestellt. Dabei wurde auch eine Umbenennung von an-Nil al-azraq in al-Wusta (الوسطى, deutsch Zentral) vorgenommen. Am 14. Februar 1994 wurden die Bundesstaaten al-Dschazira, an-Nil al-abyad und Sannar erneut abgespalten und die Umbenennung rückgängig gemacht.
Während des zweiten Bürgerkrieges im Südsudan (1983–2005) gehörte an-Nil al-azraq zu den Gebieten im Nordsudan, in denen die südsudanesischen SPLA-Rebellen von Teilen der Bevölkerung unterstützt wurden. Zweimal, 1987 und 1989, konnte die SPLM kurzzeitig die Stadt Kurmuk einnehmen. Die erste Eroberung führte zu einer groß angelegten Kampagne der sudanesischen Regierung, welche den Verlust von Kurmuk als bedrohliches Vordringen der SPLM in „arabisches Kernland“ darstellte.
Bei den landesweiten Wahlen 2010, die als Folge des Friedensabkommens von 2005 abgehalten wurden, war an-Nil al-azraq der einzige Bundesstaat im Nordsudan, wo ein Kandidat der SPLM – nämlich Malik Agar – die Gouverneurswahl gewann.
Als der Südsudan im Juli 2011 unabhängig wurde, blieb an-Nil al-azraq beim Sudan. Über die Zukunft des Bundesstaates bzw. von Teilen des Bundesstaates mit nicht arabisierter Bevölkerung soll noch verhandelt werden. Die im Friedensabkommen vorgesehene „Volksbefragung“ wurde, ebenso wie im Bundesstaat Dschanub Kurdufan, bislang nicht durchgeführt. Im Mai 2011 stellte die sudanesische Regierung den SPLM-Kämpfern in den beiden Bundesstaaten ein Ultimatum, sich entwaffnen zu lassen oder in den Südsudan zurückzuziehen.
Während in Dschanub Kurdufan bereits im Juni Kämpfe ausbrachen, blieb die Lage in an-Nil al-azraq zunächst friedlich. Am 1. September 2011 brachen jedoch auch in an-Nil al-azraq Kämpfe zwischen SPLM-Anhängern und der Regierungsarmee aus. Der sudanesische Präsident Omar al-Baschir verhängte den Ausnahmezustand und entließ Malik Agar als Gouverneur. An seiner Stelle wurde Major General Yahya Mohammed Khair zum Gouverneur ernannt. Bei Angriffen der Armee auf ad-Damazin wurde das Trinkwasserreservoir der Stadt zerstört. Nach Angaben der Vereinten Nationen sind Zehntausende aus der Provinzhauptstadt geflohen.
Am 31. August 2020 wurde ein Friedensabkommen unterzeichnet.